# Edith Pearlman
Edith Pearlman (Providence, 26 giugno 1936 – Brookline, 1º gennaio 2023) è stata una scrittrice statunitense, vincitrice del National Book Critics Circle Award nel 2011 per il romanzo Visione binoculare.

## Biografia
Nata nel 1936 a Providence, capitale del Rhode Island, da immigrati ebrei dell'Europa orientale, si laureò al Radcliffe College nel 1957.
Nonostante un lungo apprendistato durante il quale pubblicò più di 250 racconti in riviste, antologie e on-line, raggiunse il successo tardivamente, a 74 anni, con la raccolta Visione binoculare, finalista nel 2011 al National Book Award e al Premio The Story.
Nello stesso anno venne insignita del Premio PEN/Malamud alla carriera per il suo contributo nel campo del racconto.
È morta il 1º gennaio 2023 a Brookline, all'età di ottantasei anni.

## Opere

### Racconti
- Vaquita and Other Stories (1996) - inedito
- Love Among the Greats and Other Stories (2002) - inedito
- How to Fall: stories (2005) - inedito
- Visione binoculare (Binocular Vision: New and Selected Stories) (2011), Milano, Bompiani, 2012 ISBN 978-88-452-7136-6
- Intima apparenza (Honeydew) (2014), Milano, Bompiani, 2014 ISBN 978-88-452-9325-2

### Antologie
- An inn near Kyoto: writing by American women abroad (1998)
- The Kiss. Prague and the Czech Republic: true stories (2006)